# Michael Larsen
Pour les articles homonymes, voir Larsen.
Michael Larsen, né le 28 novembre 1961 à Værløse, dans la commune de Furesø, en Hovedstaden, est un romancier, journaliste, acteur et scénariste danois, spécialisé dans le thriller et le roman policier historique.

## Biographie
Il étudie pendant quatre ans le journalisme à Copenhague, puis devient quelque temps reporter d'investigation pour un grand quotidien danois, avant de tenir la rubrique cinéma pendant huit ans. Il couvre alors le Festival de Cannes et fréquente le milieu des stars, une expérience qui sert de toile de fond à son thriller Incertitude (Uden sikker viden), publié en 1994 et traduit en vingt-cinq langues, raconte l'enquête du journaliste Martin Molberg qui cherche à démasquer le meurtrier de sa petite amie dans une intrigue qui « rend hommage à Hitchcock tout en abordant de front le pouvoir des images et leur manipulation »
Les mêmes thèmes reviennent dans Le Serpent de Sydney (Slangen i Sydney, 1997) bien que le récit, plus classique, relève du whodunit et se déroule en Australie où une jeune femme, médecin au Prince of Walles Hospital et spécialiste des reptiles, tente de comprendre comment une victime d'une morsure mortelle, a pu revenir à la vie.
En 1995, Michael Larsen signe le scénario du film Operation Cobra, d'après le roman éponyme d'Anders Bodelsen paru en 1978. 
En 2004, il aborde le roman policier historique avec Au pays de la nuit (Den store tid - Aftenlandet, 2004) où le jeune écrivain Lars Mikkelsen à l'hiver1878, à Copenhague, est mêlé à son corps défendant au sordide meurtre d'une jeune fille retrouvée décapitée.

## Œuvre

### Romans

#### SérieDen store tid
- Aftenlandet (2004) Publié en français sous le titre Au pays de la nuit, traduit par Benjamin Guérif, Paris, B. Pascuito, coll. « Littérature étrangère », 2006  (ISBN 2-35085-023-4)
- Stormen (2008)

#### Autres romans
- Med livet i hælene (1992)
- Uden sikker viden (1994) Publié en français sous le titre Incertitude, traduit par Alain Gnaedig, Paris, Payot et Rivages, coll. « Rivages/Thriller », 1998  (ISBN 2-7436-0370-4) ; réédition, Paris, Payot et Rivages, coll. « Rivages/Noir » no 397, 2001  (ISBN 2-7436-0790-4)
- Slangen i Sydney (1997) Publié en français sous le titre Le Serpent de Sydney, traduit par Alain Gnaedig, Paris, Payot et Rivages, coll. « Rivages/Thriller », 1999  (ISBN 2-7436-0541-3) ; réédition, Paris, Payot et Rivages, coll. « Rivages/Noir » no 455, 2002  (ISBN 2-7436-1061-1)
- Femte sol brænder (2000) Publié en français sous le titre Le Cinquième Soleil, traduit par Benjamin Guérif, Paris, Payot et Rivages, coll. « Rivages/Noir » no 566, 2005  (ISBN 2-7436-1419-6)

#### Autres publications
- Ærø i tanke og streg (2007)
- Ærø i tanke og streg II (2009)

## Filmographie

### En tant que scénariste
- 1995 : Operation Cobra, film danois réalisé par Lasse Spang Olsen, d'après le roman éponyme d'Anders Bodelsen adapté par Michael Larsen, avec Kasper Tuxen et Dejan Čukić

### En tant qu'acteur
- 1976 : John, Alice, Peter, Susanne og lille Verner, série télévisée danoise réalisé par Hans Kristensen : Michael Larsen incarne le personnage de Peter

## Source
- Claude Mesplède, Dictionnaire des littératures policières, vol. 2 : J - Z, Nantes, Joseph K, coll. « Temps noir », 2007, 1086 p. (ISBN 978-2-910-68645-1, OCLC 315873361), p. 146.